# 奥伊尔巴赫
奥伊尔巴赫是德国巴伐利亚州的一个市镇。总面积17.40平方公里，总人口2955人，其中男性1469人，女性1486人（2011年12月31日），人口密度170人/平方公里。